# Ranunculus allenii
Ranunculus allenii ist eine Pflanzenart aus der Familie der Hahnenfußgewächse.

## Beschreibung
Die Stängel sind 5 bis 19 Zentimeter lang, aufrecht oder niederliegend und schwach fein behaart. Jeder Stängel trägt 1 bis 4 Blüten. Die Wurzeln sind schlank und 0,2 bis 0,8 Millimeter dick. Die Grundblätter sind bleibend. Ihre Blattspreite ist 1,4 bis 2,1 × 1,7 bis 2,8 Zentimeter groß, nierenförmig bis halbkreisförmig und ungeteilt oder dreiteilig. Die Blattbasis ist herzförmig oder gestutzt, der Blattrand weist mehr als 5 Kerben auf und die Blattspitze ist abgerundet. Der Blütenstiel ist fein oder manchmal auf schütter behaart. Der Blütenboden ist steifhaarig. Die Kelchblätter sind 4 bis 6 × 2 bis 3 Millimeter groß und auf der Unterseite fein behaart. Die Haare sind farblos. Die 5 Kronblätter sind 4 bis 5 × 2 bis 4 Millimeter groß. Die Nektardrüse ist unbehaart. Der Kopf der Achänen n ist 4 bis 7 × 4 bis 6 Millimeter groß und eiförmig bis zylindrisch. Die Achänen sind 1,6 bis 1,8 × 1,2  bis 1,4 Millimeter groß und unbehaart. Der Schnabel ist 0,4 bis 0,6 Millimeter lang, lanzettlich-pfriemlich und gebogen.
Die Chromosomenzahl beträgt 2n = 32.
Die Art blüht von Juli bis August.

## Vorkommen
Ranunculus allenii kommt in Neufundland, Quebec und Nunavut vor. Die Art wächst auf feuchtem alpinem Grünland, wo sie oft an noch nicht abgeschmolzenen Schneeverwehungen anzutreffen ist, sowie am Ufer von fließenden und stehenden Gewässern in Höhenlagen von 700 bis 1300 Meter.

## Systematik
Ranunculus allenii wurde 1905 von Benjamin Lincoln Robinson erstbeschrieben.

## Belege
- Alan T. Whittemore: Ranunculus allenii. In: Flora of North America. Vol. 3. online